# Rákóczibánya
Rákóczibánya község Nógrád vármegyében, a Salgótarjáni járásban.

## Fekvése
A vármegye északkeleti részén fekszik, a Kazár-patak mentén. Összes belterülete mintegy 52,5 hektár. A Novohrad-Nógrád UNESCO Globális Geopark települése.
A szomszédos települések: észak felől Kazár, délkelet felől Nemti, délnyugat felől Bátonyterenye kisterenyei településrésze, északnyugat felől pedig Vizslás. Szomszédai közül Kazár esik hozzá a legközelebb, a két község központja között mintegy három kilométer a távolság.
Csak közúton érhető el, Bátonyterenye vagy Kazár-Mátraszele felől, mindkét irányból a 2301-es úton. Autóbusszal a Volánbusz 3044-es, 3045-ös és 3108-as járataival közelíthető meg
Érinti a települést a korábban kizárólag teherforgalmú Kisterenye–Kazár-vasútvonal. A vonalat az 1990-es években kizárták a forgalomból, de a településen lévő vasútvágányok még napjainkban is láthatóak.

## Története
A település első írásos emlékei 1837-ből valók, Fényes Elek statisztikus és földrajztudós, az MTA levelező tagja könyvében úgy emlékezik: „Hajdan itt Rákóczinak pompás kőépületje volt, a falu végén Nemti felé, hol most a kender földek vannak”.
Rákóczibányán 1858-ban kutattak először szénlelőhelyek után, és a földben rejlő szénvagyon nagyban meghatározta a település további fejlődését, kialakulása is ennek köszönhető. Nemti és Homokterenye határában – a későbbi Rákóczibánya területén – 1881-ben nyitott bányákat az Észak-magyarországi Kőszénbánya Rt. Az először Nemtibányatelep névre hallgató bányakolónia a „Kalapat dűlőben” épült fel. A kolóniához 1923-ban és 1924-ben építették hozzá az úgynevezett munkatelepet, amelyet 1932-ben – mint Nemti község külterületi lakott helyét – Horthy-telep néven törzskönyvezték. A második világháború után, 1945-ben, a település a Nemtibánya nevet kapta, majd a lakók kezdeményezésére 1948 decemberében Rákóczi-bányatelep néven jegyezték be. A település utolsó nagy fejlesztése 1957–58-ban történt, ekkor épült a Kazár patak jobb partján lévő „Szénégető dűlőben” a nyolcvan bányász ikerlakásból álló, úgynevezett újtelep. Temploma az 1920-as években épült, egyéb látnivalói közé pedig az úgynevezett „öreg-telepi” házak faragott tornácai, és tűzfalai tartoznak. 1954-ben a tőle négy kilométerre fekvő Kisterenyéhez csatolták, 1989-től pedig Bátonyterenye város része lett. Bár közigazgatásilag 2002-ig sohasem volt önálló, mégis – létrejötte óta – önálló életet élt, 1883 és 1972 között volt saját nyolc osztályos iskolája, saját temploma, kaszinója (mai nevén kultúrotthona), és 1970-től saját postai irányítószáma is. Rákóczi-bányatelep – Rákóczibánya néven – 2002. október 20. óta önálló település.

## Rákóczibánya címere
Álló háromszög pajzs arany mezejét ágas hasítás osztja három részére. A pajzsfőben két egymást keresztező vörös bányász-kalapács lebeg. A jobb oldali mezőben fegyverzett ágaskodó fekete oroszlán lebegve fordul balra. A bal mezőben koronás, fegyverzett, fekete sas szárnyait kibontva lebegve fordul jobbra; jobb karmával ezüst szablyát ragad. A pajzs felső élén fekete-arany tekercs nyugszik, aranybojtos vörös fonákú dísze két oldalon lecsüng. A pajzs alatt négyszer hajtott ezüst szalagon a település neve jelenik meg, feketével.
A hármas osztás a település kialakulásának időszakait jelzik: a régi kolónia telep, az öreg telep, és az újtelep részekre utalva.
A bányászkalapácsok és a fekete oroszlán a község történetét meghatározó természeti kincset a „fekete aranyat” és a sok bányász nemzedék kitartását, elszántságát, munkaszeretetét jelenítik meg. A koronás fekete sas a valószínűsíthető névadót – a fejedelmi Rákóczi családot – idézi.

## Közélete

### Polgármesterei
- 2002–2006: Bencsik Ernő (független)[6]
- 2006–2010: Bencsik Ernő (független)[7]
- 2010–2014: Bencsik Ernő (Fidesz-KDNP)[8]
- 2014–2019: Jakab Gábor (független)[9]
- 2019–2024: Jakab Gábor (független)[10]
- 2024– : Jakab Gábor (független)[1]

## Népesség
A település népességének változása:
| Lakosok száma | 677  | 669  | 668  | 704  | 606  | 495  | 502  |
|               | 2013 | 2014 | 2015 | 2021 | 2022 | 2023 | 2024 |

A 2011-es népszámlálás során a lakosok 77,7%-a magyarnak, 2,6% cigánynak mondta magát (22,3% nem nyilatkozott; a kettős identitások miatt a végösszeg nagyobb lehet 100%-nál). A vallási megoszlás a következő volt: római katolikus 32,2%, református 1,1%, evangélikus 0,3%, görögkatolikus 0,2%, felekezeten kívüli 28,3% (37,2% nem nyilatkozott).
2022-ben a lakosság 95%-a vallotta magát magyarnak, 5% cigánynak, 1% egyéb, nem hazai nemzetiségűnek (5% nem nyilatkozott; a kettős identitások miatt a végösszeg nagyobb lehet 100%-nál). Vallásuk szerint 25,7% volt római katolikus, 0,5% református, 0,3% evangélikus, 0,2% görög katolikus, 2,3% egyéb keresztény, 0,2% egyéb katolikus, 33,2% felekezeten kívüli (37,5% nem válaszolt).

## Külső hivatkozások
- Rákóczibánya az utazom.com honlapján
- A Novohrad-Nógrád UNESCO Globális Geopark települései